# Brian Bán mac Domnaill Ó Briain
Brian Ban O'Briain (tué en 1350) roi de Thomond de 1343 à 1350.

## Biographie
Brian Ban Ó Briain est le fils cadet de  Domhnall mac Brian Ruadh Ó Briain et de Mairéad Nic Mathghamhna et le dernier représentant du clan Briain issu de Brian Ruaidh Ó Briain. Lorsque son frère Donnchad mac Domnaill Ó Briain est tué lors d'un combat avec le « clan Turlough » près de l'abbaye de Corcomroe le 17 août 1317, il réussit à s'échapper et se retire à Tipperary.
En 1328 une armée conduite par le comte d'Ulster Guillaume de Bourg et son ennemi Muircheartach mac Toirdhelbaich Ó Briain marchent contre lui mais il la défait En 1337 il fait la paix avec « les fils du Comte Rouge », c'est-à-dire Richard de Bourg, et reçoit les terres des fils de ce dernier qu'il a dévastées contre paiement d'une rente  En 1343 à la mort de Muircheartach mac Toirdhelbaich Ó Briain conformément à un accord conclu en 1336 avec le clan McNamara son frère Diarmait mac Toirdhelbaich Ó Briain lui succède comme roi de Thomond.Toutefois la même année le puissant chef de clan Donnchadh Mac Conmara (McNamara) (†  1356), partie prenante à l'accord précité, change d'avis et décide d'introniser Brian Ban Ó Briain comme roi et le fait reconnaître par les autres chefs de clans . Il poursuit son règne jusqu'en 1350 lorsqu'il est assassiné traitreusement par les fils de Lorcan Mac Ceothach ; il est immédiatement vengé par Toirdhelbhach Og O'Briain qui tue 16 membres du Clann-Ceoch qui est de plus privé de ses domaines et de ses provisions  mais  Diarmait mac Toirdhelbaich Ó Briain est rétabli sur son trône

## Postérité
Brian Bán mac Domnaill laisse un fils:
- Murchadh na Raithne (mort en 1383) Seigneur d'Arra, dont Toirdhealbach (mort en 1400) seigneur d'Arra et ancêtre des Mac Ui Bhriain Aradh

## Sources
- (en) T.W Moody, F.X. Martin,F.J. Byrne, Maps, Genealogies, Lists. A companion to Irish History part II, Oxford, Oxford University Press, coll. « A New History of Ireland » (no 9), 2011, 674 p. (ISBN 9780199593064), p. 219-220 « O'Briens: Ó Briain Kings and Earls of Thomond 1168-1657 »  & « O'Briens: Ó Briain Kings and Earls of Thomond 1168-1657 » généalogie n°23 p. 152.
- (en) A Timeline of Irish History, Richard Killen Gill & Macmillan Dublin (2003)  (ISBN 07171-3484-9).
- (en) Goddard Henry Orpen (Introduction de Seán Duffy), Ireland under the Normands 1169-1333, Dublin, Four Courts Press (réédition), 2005, 633 p. (ISBN 9781846828188)